# Генеральна округа німців Поволжя
Генера́льна окру́га ні́мців Пово́лжя (нім. Wolgadeutscher Generalbezirk) — адміністративно-територіальна одиниця Третього райху, яку планувалося утворити у складі Райхскомісаріату Україна на території скасованої радянською владою у 1941 р. автономії німців Поволжя під час Німецько-радянської війни.

## Історія
План Розенберга передбачав збереження етнічного характеру загарбаних східних територій, за винятком країн Балтії. Головним для нього було послабити та ізолювати Росію, яку він ненавидів і боявся. Звідси — задум Розенберґа утворити навколо Великоросії ланцюг національних держав, залежних від Німеччини та ворожих до Росії. Однією з них бачилася Україна. Вона була найбільша, тому й вимагала до себе найбільшої уваги. Таких поглядів дотримувалися й деякі інші впливові особи Німеччини, особливо серед вищих військових кіл, які пам’ятали вступ німецької армії до України 1918 р. на запрошення Центральної Ради. Але ці погляди розходилися з планами Гітлера й тому наслідків не мали. Фюрер відкинув пропозиції Розенберґа.
25 квітня 1941 р. Розенберґ закінчив роботу над «Пам’ятною запискою №2». Викладений у ній план уже цілком відповідав вказівкам Гітлера. Він передбачав створення на окупованій радянській території колоніальних сатрапій у вигляді німецьких райхскомісаріатів Остланд (балтійські країни та Білорусь), Україна, Московія, Кавказ. Україна за цим планом мала простягтися аж до Волги, охоплюючи територію автономної республіки німців Поволжя.

## Адміністративно-територіальний поділ
У разі створення генеральна округа німців Поволжя поділялася б на такі 16 ґебітів (округ):
- Нижньодобринський ґебіт (нім. Kreisgebiet Nishnaja Dobrinka)
- Золотівський ґебіт (нім. Kreisgebiet Solotoje)
- Гуссенбахський ґебіт (нім. Kreisgebiet Gussenbach)
- Бальцерський ґебіт (нім. Kreisgebiet Balzer)
- Квасниківський ґебіт (нім. Kreisgebiet Kwassnikowka)
- Марксштадтський ґебіт (нім. Kreisgebiet Marxstadt)
- Унтервальденський ґебіт (нім. Kreisgebiet Unterwalden)
- Мокроуський ґебіт (нім. Kreisgebiet Mokrous)
- Краснокутський ґебіт (нім. Kreisgebiet Krassnyj Kut)
- Безимянівський ґебіт (нім. Kreisgebiet Besymjannaja)
- Зельманський ґебіт (нім. Kreisgebiet Selman)
- Фріденфельдський ґебіт (нім. Kreisgebiet Friedenfeld)
- Іловатський ґебіт (нім. Kreisgebiet Ilowatka)
- Марієнтальський ґебіт (нім. Kreisgebiet Mariental)
- Гмелінський ґебіт (нім. Kreisgebiet Gmelinka)
- Палласівський ґебіт (нім. Kreisgebiet Pallasowka)